# Serafim (Zborovskij)
Serafim (světským jménem: Sergej Ivanovič Zborovskij; 22. října 1895, Nižyn – konec roku 1937) byl ukrajinský pravoslavný duchovní Ruské pravoslavné církve a biskup aktobský a vikarijní biskup alma-atinské eparchie.

## Život
Narodil se 22. října 1895 v Nižynu.
Navštěvoval gymnázium v Charkově a také Charkovský duchovní seminář. Poté nastoupil na Kyjevskou duchovní akademii.
Byl postřižen na monacha a přijal mnišské jméno Serafim. Dne 18. června 1919 byl rukopoložen na jeromonacha. Byl povýšen na archimandritu a ustanoven představeným Nižynského monastýru Zvěstování.
Roku 1931 byl Svatým synodem zvolen biskupem pokrovským a vikarijním biskupem saratovské eparchie. Dne 16. května 1931 proběhla jeho biskupská chirotonie. Světiteli byli metropolita saratovský Serafim (Alexandrov), emeritní arcibiskup saratovský Dosifej (Protopopov) a biskup jenotajevský Alexij (Stěpanovič Orlov).
Dne 16. září byl zvolen biskupem pugačovským a vikářem saratovské eparchie. Dne 27. července 1932 byl na vlastní žádost penzionován.
Dne 1. listopadu 1932 byl ustanoven biskupem melekesským a dočasným správcem uljanovské eparchie.
Roku 1933 byl převeden na katedru čuvašské a čeboksarské eparchie a 29. června 1934 se stal dočasným správcem alatyrského vikariátu. Tuto funkci zastával do 22. listopadu.
Dne 5. prosince 1934 se stal biskupem čitským a zabajkalským a 17. ledna 1935 byl uvolněn z této funkce.
Dne 9. září 1935 byl ustanoven biskupem krasnojarským a jenisejským a dočasným správcem ačinského vikariátu. Dne 1. dubna 1936 byl uvolněn z funkce.
Od září 1936 byl biskupem aktobským a vikarijním biskupem alma-atinské eparchie. Dne 4. září 1937 byl uvolněn.
Dne 7. září 1937 byl v Aktobe zatčen NKVD Akťubinské oblasti. Stejného roku byl odsouzen k trestu smrti zastřelením. Důvodem bylo obvinění z kontrarevoluční činnosti.